# 雞屎藤斜背瘤節蜱
雞屎藤斜背瘤節蜱（学名：Vasates scandensi）为節蜱科斜背瘤節蜱屬下的一个种。